# Horace Walpole
Horace Walpole, 4. jarl af Orford (født 24. september 1717, død 2. marts 1797) var en engelsk forfatter.
Han var yngste søn af premierminister Robert Walpole. Han var medlem af Underhuset i 1741-68, men havde ingen politiske ambitioner. I dag er han mest kendt som grundlæggeren af gotisk fiktion og for sine mange breve.

## Udvalgt bibliografi
- Slottet i Otranto (1764, den første gotiske roman)
- Historic Doubts on the Life and Reign of Richard III (1768)